# Олимпийский водноспортивный комплекс
Олимпийский водно-спортивный комплекс (туркм. Olimpiýa suw-sport toplumy) — крупное крытое спортивное сооружение, вмещающее в себя 50-метровый плавательный бассейн. Расположен в Ашхабаде. Комплекс соответствует нормам Международной федерации водных видов спорта.

## История
12 апреля 2004 года президент Туркменистана Сапармурат Ниязов подписал постановление в соответствии с которым Государственному комитету по туризму и спорту Туркменистана было разрешено заключить контракт с турецкой фирмой «Гап Иншаат» на строительство в городе Ашхабаде Олимпийского водно-спортивного комплекса стоимостью 25 млн долл. США, площадью 18,0 тыс. квадратных метров с благоустройством прилегающей территории площадью 12,0 тыс. квадратных метров.

### Строительство и открытие
Строительство быть начато в мае 2004 года.
8 декабря 2006 года при участии президента Сапармурата Ниязова комплекс был торжественно открыт.

## Информация
Беломраморное здание с огромными синими витражами располагается на пересечении проспекта Гарашсызлык и улицы Огуз хана. С учетом прилегающей территории общая площадь сооружения, состоящего из трех соединенных между собой корпусов, составляет 30 тысяч квадратных метров, где также размещается автостоянка на 90 машин и центр технического обслуживания.

### Вместимость
Блок «А» имеет трибуны на 1700 мест и большую водную арену с плавательным 50-метровым бассейн на 8 дорожек, который можно трансформировать в два 25-метровых бассейна для проведения соревнований пловцов на «короткой воде». На дне бассейна установлены видеокамеры, а зал оснащен специальной музыкальной и световой аппаратурой. Для прыгунов в воду имеется отдельный бассейн, с вышками и трамплинами, оборудованных лифтом.
В главном корпусе комплекса размещаются помещения для отдыха спортсменов, классы для теоретических занятий, судейские комнаты, массажные кабинеты, сауна, раздевалки для спортсменов и гардеробные для зрителей. В здании также размещается пресс-центр, кафе, бары и столовая на 200 мест.
В двухэтажном блоке «В» размещается зал общефизической подготовки, администрация водно-спортивного комплекса и хозяйственные службы.
Третий блок комплекса оборудован аквапарком с 25-метровым бассейном и мелким бассейном для детей, оснащенным «горками».